# Ramularia pastinacae
Ramularia pastinacae är en svampart som beskrevs av Bubák 1903. Ramularia pastinacae ingår i släktet Ramularia och familjen Mycosphaerellaceae.   Inga underarter finns listade i Catalogue of Life.